# Rei Munakata
Rei Munakata, född 4 februari 1976 i Yokohama, är en dirigent, kompositör och univetsitetslärare inom samtida musik. Han har sin hemvist i Sverige.
År 2003 grundade han Curious Chamber Players tillsammans med tonsättaren Malin Bång. Tillsammans med denna ensemble har han framträtt på några av, enligt Mannheims nationalteater(en), världens mest ledande festivaler inom samtida musik så som IMPULS Graz, Time of Music Viitasaari och Gaudeamus Muziekweek Utrecht. Munakata leder även ensemblerna Esbjerg Ensemble, Gageego (Göteborg) Ensemble Mosaik (Berlin), Ensemble Aleph (Paris), Kammerensemble Neue Musik (Berlin), Oslo Sinfonietta, SMASH Ensemble (Salamanca),  Klangforum (Wien), Norrbotten NEO (Piteå) och Athelas Sinfonietta (Köpenhamn).

## Utbildning
Rei Munakata är utbildad vid bland annat Conneticut College och Kungliga Musikhögskolan i Stockholm.